# ياكوب أولوفسون
جاكوب اولوفسون (بالسويدية: Jacob Olofsson)‏ هو لاعب هوكي الجليد سويدي، ولد في 8 فبراير 2000 في بيتيو في السويد.

## وصلات خارجية
- جاكوب اولوفسون على موقع دوري الهوكي الوطني (الإنجليزية)
- جاكوب اولوفسون على موقع EliteProspects.com (الإنجليزية)
- جاكوب اولوفسون على موقع Eurohockey.com (الإنجليزية)
- جاكوب اولوفسون على موقع HockeyDB.com (الإنجليزية)